# Тайсін
Тайсін (кит. спр. 泰兴市, піньїнь: Tàixīng Shì) — місто-повіт на сході Цзянсу, складова міста Тайчжоу.

## Географія
Тайсін лежить на півдні префектури на лівому березі Янцзи.

### Клімат
Місто знаходиться у зоні, котра характеризується вологим субтропічним кліматом. Найтепліший місяць — липень із середньою температурою 27.7 °C (81.9 °F). Найхолодніший місяць — січень, із середньою температурою 2.6 °С (36.7 °F).
| Клімат Тайсіна          | Клімат Тайсіна | Клімат Тайсіна | Клімат Тайсіна | Клімат Тайсіна | Клімат Тайсіна | Клімат Тайсіна | Клімат Тайсіна | Клімат Тайсіна | Клімат Тайсіна | Клімат Тайсіна | Клімат Тайсіна | Клімат Тайсіна | Клімат Тайсіна |
| Показник                | Січ.           | Лют.           | Бер.           | Квіт.          | Трав.          | Черв.          | Лип.           | Серп.          | Вер.           | Жовт.          | Лист.          | Груд.          | Рік            |
| Середня температура, °C | 2,6            | 3,8            | 8,1            | 14,2           | 19,7           | 23,9           | 27,7           | 27,5           | 22,7           | 17,2           | 11,1           | 4,8            | 15,3           |
| Норма опадів, мм        | 33             | 49.2           | 64             | 83.1           | 95.5           | 155.4          | 197            | 135.5          | 112.8          | 55.9           | 51.4           | 29             | 1061.8         |
| Днів з опадами          | 9,4            | 10,6           | 11,8           | 12,7           | 12,7           | 11,9           | 13,1           | 12,2           | 12,4           | 11,2           | 10,2           | 9,3            | 137,5          |
| Вологість повітря, %    | 73             | 74             | 73.6           | 74.9           | 75.8           | 79.1           | 82.3           | 81.2           | 80.3           | 77.3           | 75.6           | 73.2           | 76.7           |
| ----------------------- | -------------- | -------------- | -------------- | -------------- | -------------- | -------------- | -------------- | -------------- | -------------- | -------------- | -------------- | -------------- | -------------- |
| Джерело: Weatherbase    |                |                |                |                |                |                |                |                |                |                |                |                |                |